# Melchiorre dello Spirito Santo
Melchiorre dello Spirito Santo, in spagnolo: Melchor del Espíritu Santo, al secolo Melchor Rodríguez Villastrigo (Laguna de Negrillos, 29 gennaio 1899 – Cuenca, 24 settembre 1936), è stato un presbitero spagnolo dell'Ordine della Santissima Trinità. Venne fucilato dai repubblicani, in odium fidei, durante la guerra civile spagnola e venne beatificato come martire da papa Benedetto XVI nel 2007.

## Biografia
Melchor Rodríguez Villastrigo nasce a Laguna de Negrillos (provincia di León-Spagna). L'11 dicembre 1917 veste l'abito trinitario nel Santuario della Bien Aparecida (Cantabria), pronuncia il voti semplici il 14 dicembre 1918, prendendo il nome di Melchiorre dello Spirito Santo. Tra il 1918 al 1924 studia filosofia e teologia nel convento di Cordova, dove il 1 gennaio 1922 emette la sua professione solenne. È ordinato sacerdote a Valladolid il 20 gennaio 1924. Il suo primo lavoro fu di professore nel collegio trinitario di Alcázar de San Juan. Fu nominato superiore di questo convento nel 1933, e poi, di quello di Belmonte nel 1936.
Il 28 luglio 1936 la città di Belmonte viene occupata dai miliziani. Mentre gli studenti e alcuni religiosi si nascondono in case private, Melchiorre, insieme ai suoi compagni Luigi di San Michele dei Santi, Giacomo di Gesù e Giovanni della Vergine del Castellar, furono arrestati il 29 luglio e portati in carcere. I quattro religiosi vengono fucilati il 24 settembre 1936 alle porte del cimitero di Cuenca.

## Culto
Melchiorre dello Spirito Santo fu beatificato il 28 ottobre 2007, a Roma, su mandato di papa Benedetto XVI, in una cerimonia presieduta dal cardinale José Saraiva Martins, prefetto della Congregazione per le cause dei santi, insieme ai 498 martiri spagnoli, uccisi "in odium fidei" durante la guerra civile spagnola.
Il Martirologio romano riprende la memoria di Melchiorre il 24 settembre, anche se la Chiesa cattolica ha concesso la sua memoria liturgica il giorno 6 novembre, insieme a tutti i martiri della guerra civile spagnola. Le reliquie dei martiri di Belmonte si venerano nella chiesa di San Giovanni di Matha di Alcorcón.